# Thalia (muse)
|  | Thalia er også navnet på en af de tre chariter eller gratier. |
Thalia (oldgræsk: Θάλεια Thaleia) er komediens muse i græsk mytologi.
Ifølge Pseudo-Apollodorus var hun og Apollo forældre til Korybantes. Andre kilder fra oldtiden nævner andre forældre.
Thalia bliver portrætteret som en ung kvinde iført støvler og med en komisk maske i sin hånd. Mange fremstillinger af hende holder et signalhorn eller en trompet (der begge blev brugt til at støtte skuespillerens stemmer i oldtidens komedier) eller en hyrdestav eller en krans af vedbend.